# IC 1655
IC 1655 — галактика типу OCL (розпилене скупчення) у сузір'ї Тукан.
Цей об'єкт міститься в оригінальній редакції індексного каталогу.